# Драгасимов
Драгасимов (укр. Драгасимів) — село в Снятынской городской общине Коломыйского района Ивано-Франковской области Украины.
Население по переписи 2001 года составляло 543 человека. Занимает площадь 1,5 км². Почтовый индекс — 78361. Телефонный код — 3476.